# Aboubacar Camara (Fußballspieler, 2006)
Aboubacar Sidiki Camara (* 30. September 2006) ist ein burkinischer Fußballspieler.

## Karriere

### Verein
Camara begann seine Karriere beim Rahimo FC. Im Januar 2025 wechselte er zum österreichischen Bundesligisten FC Red Bull Salzburg, bei dem er einen bis 2029 laufenden Vertrag erhielt. Bei den Salzburgern sollte er aber zunächst für das zweitklassige Farmteam FC Liefering spielen.
Sein Debüt für Liefering in der 2. Liga gab Camara im Februar 2025, als er am 17. Spieltag der Saison 2024/25 gegen den SV Lafnitz in der 39. Minute für Marco Brandt eingewechselt wurde.

### Nationalmannschaft
Camara nahm 2023 mit der burkinischen U-17-Auswahl am Afrika-Cup teil. Burkina Faso beendete das Turnier als Dritter, Camara kam in fünf Spielen des Landes zum Zug und erzielte dabei zwei Tore. Durch den dritten Platz war das Land auch für die WM im selben Jahr qualifiziert, für die Camara ebenfalls nominiert wurde. Dort schieden die Burkiner aber bereits in der Gruppenphase aus, Camara absolvierte alle drei Partien und machte einen Treffer.